# Linia kolejowa nr 426
Linia kolejowa nr 426 – jednotorowa, niezelektryfikowana linia kolejowa znaczenia miejscowego łącząca stację Strzelce Krajeńskie Wschód z bocznicą w miejscowości Owczarki. Pierwotnie linia kończyła się na stacji Strzelce Krajeńskie i miała długość 6,703 km.

## Historia
Linia została zbudowana i otwarta w 1897 roku staraniem władz miejskich Strzelec Krajeńskich. Była prywatną inicjatywą magistratu w związku z negatywną odpowiedzią władz państwowych na wniosek o budowę przez miasto Pruskiej Kolei Wschodniej i umiejscowieniem stacji kolejowej we wsi Zwierzyn. W 1902 roku linia została przedłużona do Lubiany Pyrzyckiej.
Po II wojnie światowej część torów została zdemontowana i stała się łupem wojennym Armii Czerwonej. W 1945 roku linia przeszła pod zarząd PKP. W 1962 roku rozebrano istniejące pozostałości odcinka Strzelce Krajeńskie – Lubiana Pyrzycka. W tym samym roku zawieszono na całej linii ruch pasażerski. Pod koniec lat 90 XX wieku wstrzymano na linii ruch towarowy.
W 2008 roku w związku z wybudowaniem wytwórni mas bitumicznych w Owczarkach przywrócono na jej dwukilometrowym odcinku ruch towarowy, który następnie został zawieszony w roku 2011 po katastrofie kolejowej 26 lipca 2011 roku. Od tego czasu linia kolejowa pozostaje nieczynna.
W 2022 roku ze strony władz Gorzowa Wielkopolskiego pojawiły się głosy wskazujące na plany odbudowy linii kolejowej 426 do dawnej stacji Strzelce Krajeńskie w celu uruchomienia systemu tramwaju dwusystemowego.
Zaproponowane wtedy zostały 4 przystanki które by miały być umiejscowione na tej linii kolejowej w ramach koncepcji tramwaju dwusystemowego: 
- Strzelce Krajeńskie ul. Wyzwolenia
- Strzelce Krajeńskie ul. Gorzowska
- Strzelce Krajeńskie ul. Ogrodowa
- Strzelce Krajeńskie ul. Nowa

Przez wymienione przystanki miałyby kursować następujące linie tramwaju dwusystemowego:
Linia 11 - Mająca kursować do planowanego przystanku Gorzów Wielkopolski Szpital Wojewódzki
Linia 12 - Mająca kursować do planowanego przystanku Gorzów Wielkopolski Strefa Ekonomiczna zlokalizowanego na Linii Kolejowej nr 415
Propozycja ta pojawiła się również w Strategii rozwoju ponadlokalnego Miejskiego Obszaru Funkcjonalnego Gorzowa Wielkopolskiego 2030. W czerwcu 2024 propozycja została przywołana przez burmistrza Strzelec Krajeńskich jako sposób na walkę z wykluczeniem komunikacyjnym, którego doświadczają mieszkańcy miasta.